# Renée Mauperin
Renée Mauperin est un roman des frères Goncourt, paru en 1864.
Le roman est dédié à Théophile Gautier.

## Historique et inspirations
L'œuvre, d'abord publiée en feuilleton dans L’Opinion nationale en 1864, paraît en volume la même année chez Charpentier.
La figure de Renée Mauperin doit une partie de son inspiration à Blanche Passy, sœur de Louis Passy, ami de jeunesse de Jules de Goncourt.

## Résumé
Jeune fille moderne, formée dans l'éducation « artiste » du XIXe siècle, Renée Mauperin est une femme émancipée : elle supporte mal les entraves à sa liberté et cherche à secouer le joug rigide des convenances. Elle n'agit pas ainsi par simple volonté de créer l'anarchie, mais parce qu'elle est d'une nature généreuse et passionnée où se devine aussi un peu des caprices d'une enfant gâtée.
Henri, le frère de Renée, un jeune bourgeois ambitieux et calculateur, est assez retors pour camoufler son égoïsme et son désir maladif de devenir riche sous les dehors d'un homme du monde sérieux et modéré. Cette attitude de façade lui réussit à merveille et suscite l'admiration de la bonne société qu'il fréquente avec assiduité. Voulant percer dans le milieu des affaires, il veut épouser la fille de Bourjot, un arriviste en vue qui s'est enrichi dans le commerce. Pour arriver à ses fins, Henri séduit la mère et devient son amant. La menaçant alors de faire éclater le scandale, il lui impose ses volontés et la somme de lui accorder la main de sa fille et les millions de la dot. Or, le père Bourjot, que la fortune a converti à la monarchie et au culte de la noblesse, affirme qu'il n'acceptera pour gendre qu'un aristocrate. Qu'à cela ne tienne, Henri s'affuble sans hésiter d'une particule. Renée, choquée par la bassesse de son frère et avertie du sordide chantage qu'il exerce sur une pauvre femme, prévient le légitime porteur du titre « emprunté ». Ce dernier demande réparations par un duel où Henri est tué. Accablée de douleur, torturée par les remords, Renée se laisse mourir dans de longues souffrances afin d'expier sa faute.

## Adaptation théâtrale
En 1880-1881, Henry Céard en tire une pièce en cinq puis trois actes, jouée à l'Odéon en 1886 : c'est un échec.